# JR東日本KiHa 100系柴油動車組
JR東日本KiHa 100系柴聯車（日语：／ KiHa 100-kei kidōsha）是東日本旅客鐵道（JR東日本）使用的液體傳動式柴聯車。

## 概要
本型柴聯車由富士重工與新潟鐵工所生產，目的是取代年事已高的舊型柴聯車，以增強運能。正式營運為1990年3月10日，北上線行駛KiHa100系，釜石線和山田線行駛KiHa110系0番台試作車。
設計重點為車體輕量化，使用大出力的噴射供油柴油引擎與高效率液體變速機，使加速性能堪比電聯車，行駛於多急彎的山岳路線，可增加運行速度而減少旅程時間。所使用的密著連結器不能與舊型柴聯車連結運轉，但可以與後來開發的KiHa E130型連結。車廂內有空調系統提升旅客舒適程度。為確保冷氣或暖氣不流失，本車的車門採半自動設計，門邊設有按鈕，乘客上下車需按鈕開關車門。

## 車輛形式
為方便起見，將短車體（車身長16公尺）稱為KiHa 100系，長車體（車身長20公尺）稱為KiHa 110系，合併於本條目。由於兩者基本設計大致相同，常合稱KiHa 100/110系。
- KiHa 100系：車身長度16公尺級的車輛（後來的設計變化，也有17公尺長的車身）。雙駕駛室。
  - KiHa 100 型，可單車運轉
  - KiHa 101 型：長17公尺，可單車運轉；無盥洗室。（左澤線用）
  - KiHa 103 型：改裝車。710番台僅有一個駕駛室。
- KiHa 110系：車身長度20公尺級的車輛，單駕駛室。Kiha 111型和 Kiha 112型可以獨立運行，但一般是以兩輛車編組併聯運轉。
  - KiHa 110 型：雙駕駛室，可單車運轉。
  - KiHa 111 型：單駕駛室，與KiHa 112型組成兩車編組，有盥洗室。
  - KiHa 112 型：單駕駛室，與KiHa 111型組成兩車編組，無盥洗室。
  - KiKuShi 112型：單駕駛室，無動力。僅有改造車700番台一輛。

## 諸元

### 車身
車身採用獨特的圓角造型，雖然是普通鋼材，但藉由在不影響強度之處鑽孔，以及減少滑門與固定窗等處的側面結構厚度（50毫米，一般電聯車此處厚度100毫米），使得車身得以輕量化，但也維持自KiHa54型以來所要求的車身正面強度。在KiHa101型與各型的200番台以後，車身強度又有加強，車門構造也有改變。
由於車廂地板離地面高度為1175毫米，為了地方支線較低的月台高度，車門有一個離地高度1036毫米的平台，KiHa101型以後與各型式200番台以後的車輛更降到 970毫米高。窗戶是由雙層玻璃製成的固定窗戶。

除了特別列車以外，本型車塗裝以略帶綠色的白色（“極淡綠”）為基礎，在車身的邊緣配上“深灰綠”。

### 引擎
KiHa 100型採用DMF11HZ（小松製作所型號SA6D125H，排氣量11,045 cc）、DMF13HZ（新潟鐵工所製，排氣量12,742 cc）、DMF14HZ（康明斯型號NTA855-R1排氣量14,016 cc）等柴油引擎，連續額定輸出都是330 PS/2,000 rpm。
KiHa 110型使用DMF13HZA（新潟鐵工所）或 DMF14HZA（康明斯 NTA855-R4）等柴油引擎，連續額定輸出都是420 PS/2,000 rpm（排氣量分別是13.3與14.0 公升）。都是小型輕量化直列六汽缸直噴引擎，配有渦輪增壓器與進氣冷卻器；與KiHa 40型使用的DMF15HSA淨重2,720 kg相比，本類引擎僅重1,365 kg。

### 液體變速機
KiHa 100型裝有一部DW14B，而KiHa110型裝有一部DW14A-B。可自動換檔。

### 軔機
C-76型電氣控制式氣軔機，有感應車重功能。

### 性能
KiHa 110型於50 km/h時，動輪輪周張力為約1,300 kg （KiHa 20型約為600 kg，KiHa 40型約為800 kg），而KiHa100/110型在千分之25的上坡、車廂內其他機械負荷100％且滿載時，均衡速度仍有60 km/h 以上。

### 轉向架
採用無枕梁空氣彈簧轉向架。動力轉向架有兩個動軸，而使用的基本軔機一樣。
KiHa 100型動力轉向架型號為DT59，無動力轉向架為TR243型。
KiHa 110型動力轉向架型號為DT58，無動力轉向架為TR242型。量產車的動力轉向架齒輪比有改變，稱為DT58A型。用於陸羽東線、陸羽西線的200番台增備車轉向架為DT58B型/TR242A型，軸簧由滾輪橡膠改為錐形橡膠。
KiHa 100型與110型的軸距也不一樣（2,000 mm 與 2,100 mm）。

### 空調
冷氣由引擎直接驅動，KiHa 100型使用AU26J-B×1台，KiHa110、111、112型使用AU26J-A×2台，附有除溼功能。
暖氣使用引擎冷卻水廢熱加熱空氣。行駛下坡時可能會降低加溫能力，則使用變速機機油的餘熱來加溫。

### 其他機器
車門旁的按鈕由使用者控制開閉（附有警示鈴），以保持車內溫度。密著連結器附有電氣連結功能，簡化操作。

### 與其他型式車輛的混合編組
由於軔機與連結器不同，不能與國鐵時代的舊型車輛併聯運轉，但可以與之後推出的KiHa E130型 0番台和KiHa E120型混合編組。
KiHa 100/101型（以及KiHa 110型0番台）也不能與KiHa 110型直接連結。

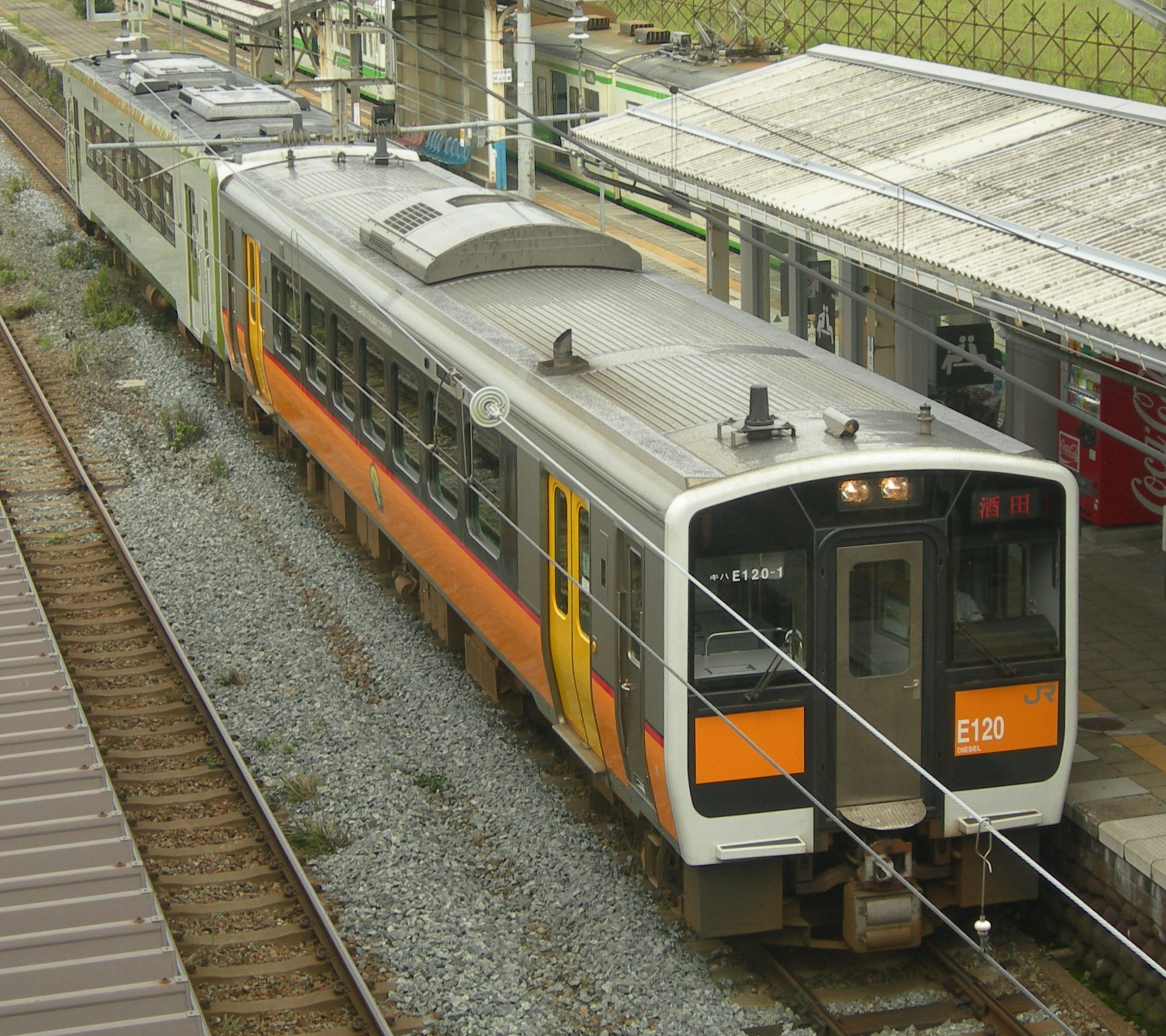
KiHa E120形（前方）與KiHa 110型200番台（後方）

## KiHa 100-0

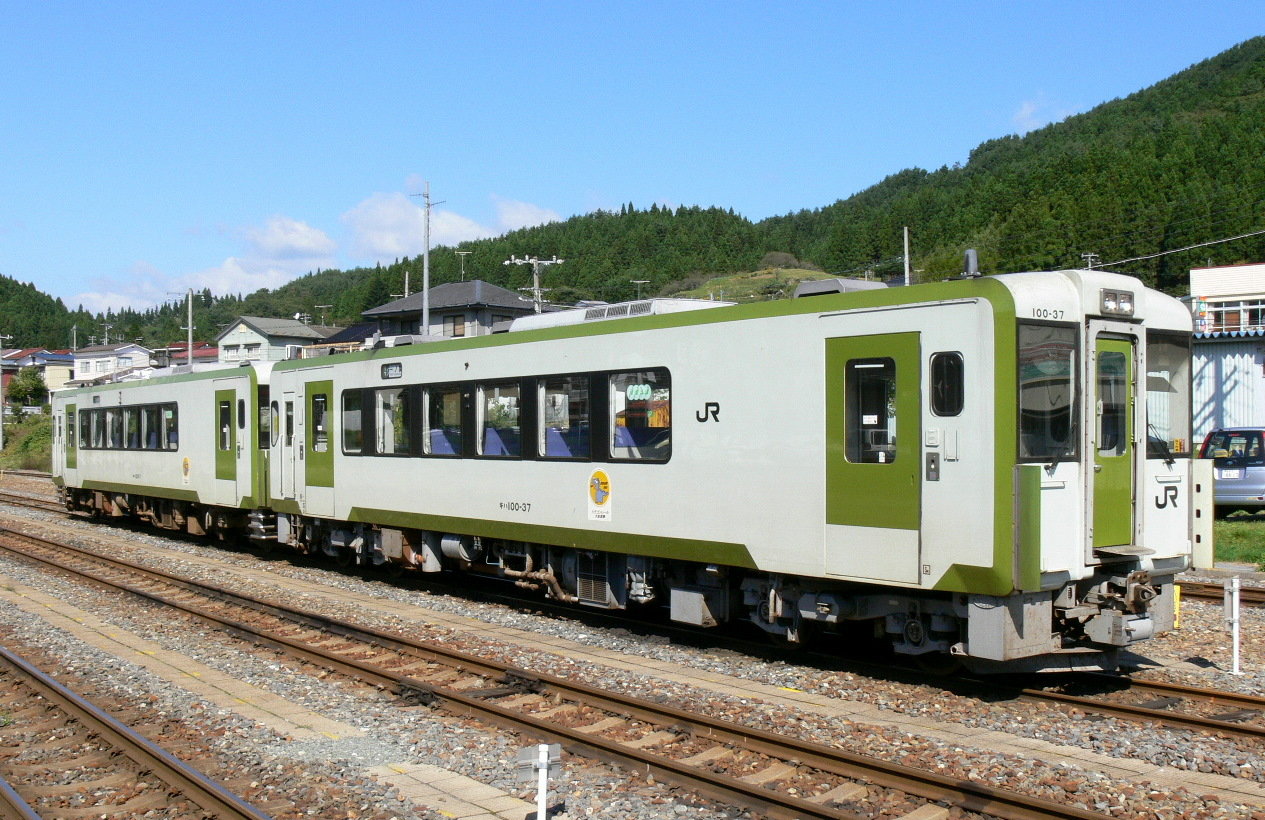
KiHa 100-37，2006年10月。

- 車身長16.5公尺，製於1989至1991年間，共46輛。

最初四輛試作車由新潟鐵工所製造，在1990年1至2月交車到一之關運輸區。 KiHa 100-1 與 KiHa 100-3 裝配康明斯DMF14HZ 330匹馬力引擎一部，KiHa 100-2 與 KiHa 100-4 每輛車裝配小松DMF11HZ 330匹馬力引擎一部。這四輛車最初塗裝在端面是黑色的，後來改成跟量產車一樣。
第一批4輛量產型車是在1991年3月，由富士重工交車。這批車裝配小松DMF11HZ 330匹馬力引擎一部，與試作車的差別在於取消了入口附近的三組折疊式座椅以及盥洗室的假窗戶裝飾。
第二批38輛車於1991年6月到10月交車。由富士重工生產的9至29號車採用新潟鐵工所製DMF13HZ 330匹馬力引擎，配屬於盛岡運輸區，新潟鐵工所製造的30至46號車採用小松製DMF11HZ 330匹馬力引擎，配屬在一之關運輸區。與第一批量產車的差別包括前段側簾從較早型式的管狀構造改成片狀構造。
| 批次       | 車號                 | 製造年 | 載客量 （總量／座位數） | 車重（噸） |
| ---------- | -------------------- | ------ | ----------------------- | ---------- |
| 預產試作車 | キハ100-1–キハ100-4  | 1990   | 104/41                  | 24.9       |
| 一         | キハ100-5–キハ100-8  | 1991   | 103/47                  | 25.8       |
| 二         | キハ100-9–キハ100-46 | 1991   | 103/47                  | 25.8       |

## KiHa 100-200
- 車身長17公尺，製於1993年，共5輛，車門從先前形式的滑塞門改為滑門。

由富士重工製造的5輛 KiHa 100-200 在1993年交付給八戶車輛基地。車身延長25公分以提升碰撞時的防護，因此車長為17公尺。每部車裝有一部小松製 DMF11HZ 330匹馬力柴油引擎。車門旁有輪椅空間，總載客量為103人（座位數44，立位數59）。
- 大湊線的KiHa 100-200型，2010年12月。
- 2008年6月的車廂內部，可見2+2並排面對面的座椅配置。

## KiHa 101

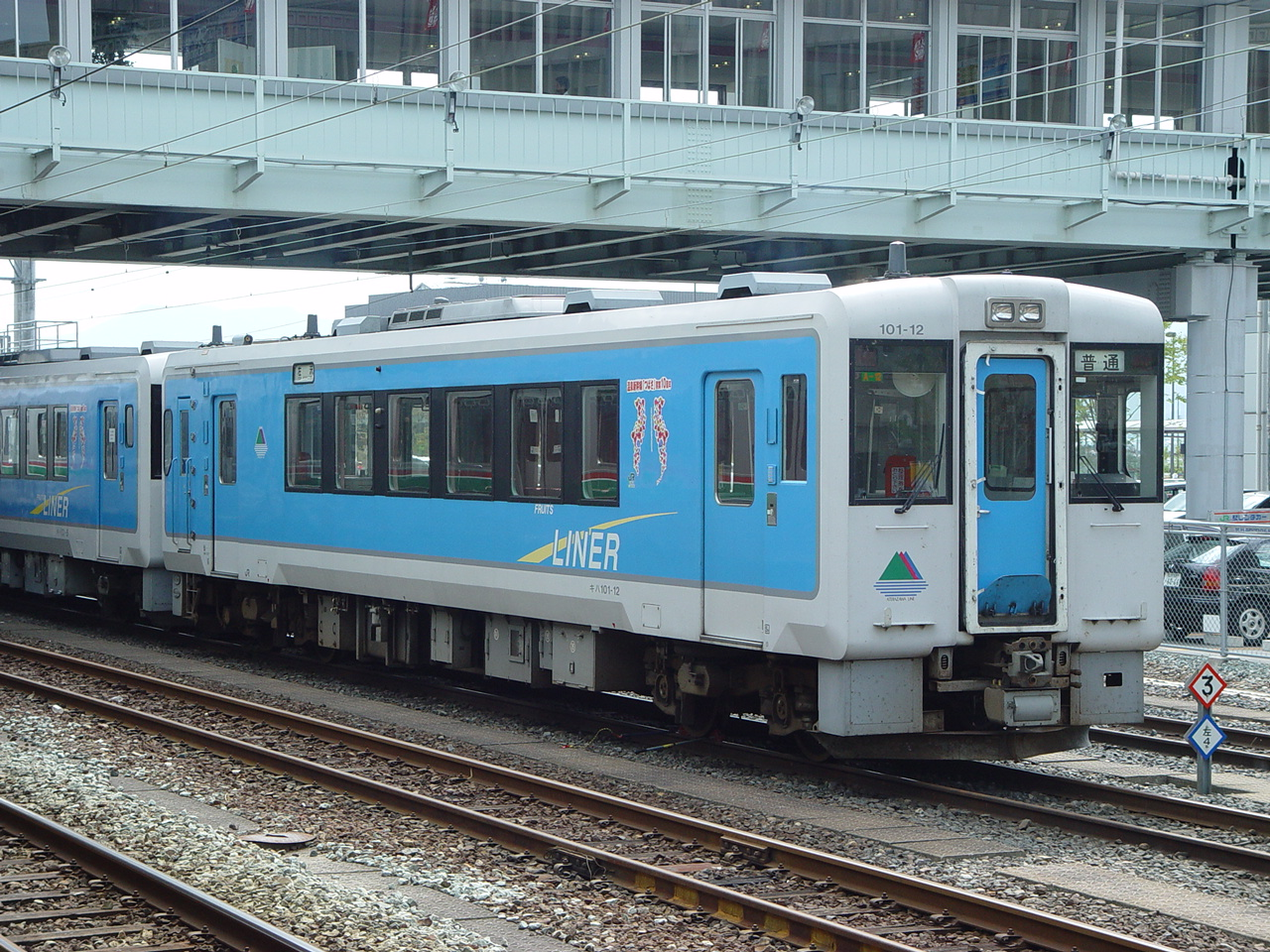
左澤線的 KiHa 101-12 ，攝於2002年8月。

- 車身17公尺長，製於1993-1997年，配有長條座椅與滑門。用於左澤線。

| 批次 | 車號           | 交車       | 載客量（總數／座位數） | 車重（噸） |
| ---- | -------------- | ---------- | ---------------------- | ---------- |
| 1    | KiHa 101-1–6   | 1993年10月 | 107/44                 | 27.0       |
| 2    | KiHa 101-7–11  | 1994年9月  | 107/44                 | 27.0       |
| 3    | KiHa 101-12–13 | 1997年2月  | 107/44                 | 27.0       |

新潟鐵工所製造了13輛KiHa 101型，供左澤線使用，配置於新庄運輸區。本型車基於KiHa 100-200型的設計，配有一部小松製 DMF11HZ 330匹馬力柴油引擎，但座椅全採縱向長條座椅。車門旁有輪椅空間，總載客量為107人（座位數44，立位數63）。本型車塗裝以淺藍為底，加繪「FRUITS LINER」字樣。

## KiHa 110-0
- 20 公尺長車身，製於1990至1991年，使用滑塞門，共五輛。

詳情如下：
| 車號       | 交車日        | 製造者     | 座位數 | 車重（噸） | 最初配置運輸區 |
| ---------- | ------------- | ---------- | ------ | ---------- | -------------- |
| KiHa 110-1 | 1990年1月25日 | 富士重工   | 52     | 39.4       | 盛岡           |
| KiHa 110-2 | 1990年2月28日 | 富士重工   | 52     | 39.4       | 盛岡           |
| KiHa 110-3 | 1990年2月28日 | 新潟鐵工所 | 52     | 39.4       | 盛岡           |
| KiHa 110-4 | 1991年3月8日  | 富士重工   | 52     | 39.4       | 盛岡           |
| KiHa 110-5 | 1991年3月8日  | 富士重工   | 52     | 39.4       | 盛岡           |

1990年1月至2月，三部試作車交車到盛岡運輸區。KiHa 110-1 與 KiHa 110- 2由富士重工製造，KiHa 110-3 由新潟鐵工所製造。就像KiHa 100-0 的試作車一樣，這些車輛的端面為黑色，採用管狀的側裙，盥洗室外觀有深色的假窗，採用滑塞門。KiHa 110-1 與 KiHa 110-3 裝有新潟製 DMF13HZA 引擎，KiHa 110-2 則裝配康明斯 DMF14HZA 引擎。三輛車都採用輕量化無枕梁動力轉向架（ DT58），以及TR242 無動力轉向架；動力輸出於動力轉向架的雙軸。
KiHa 110-4 與 KiHa 110-5 為量產型，在1991年3月由富士重工交車給盛岡運輸區使用標準的淺綠／深綠塗裝，取消了廁所處外部的假窗。兩輛車都裝配新潟製 DMF13HZA 引擎，動力轉向架型號為 DT58A ，無動力轉向架為TR242。
2007年開始，除了KiHa 110-3，其他4輛車都轉交給小牛田運輸區，用於對號快車「南三陸」號。

### 內裝
最初KiHa 110-0型用於行駛「陸中」號急行列車，內裝採用可傾斜椅背的旋轉式座椅，每輛車52個座位。

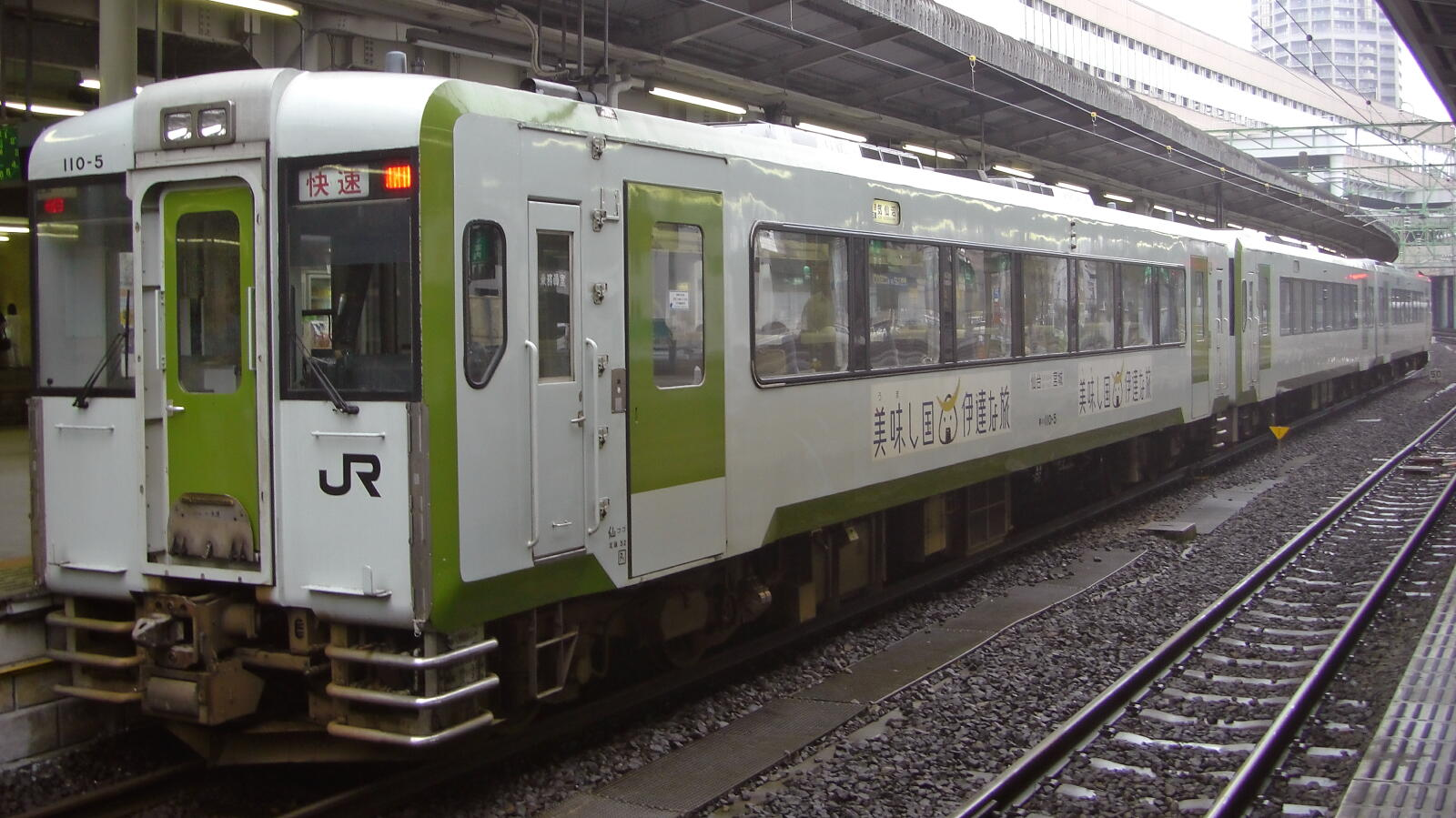
KiHa 110-5 行駛的「南三陸號」，2008年7月
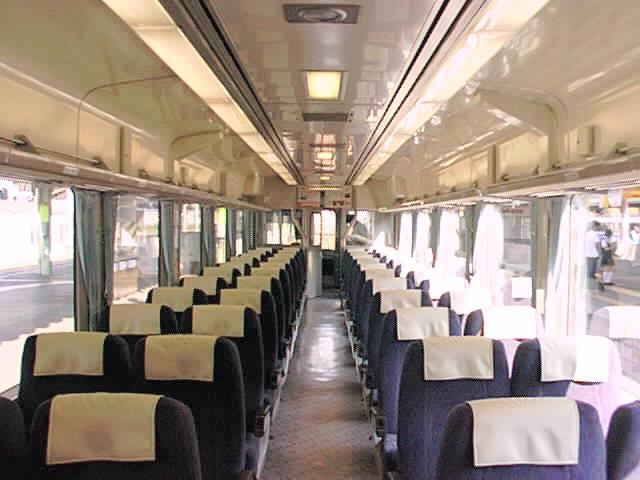
2000年7月 KiHa 110-0 型的內裝。

## KiHa 110-100

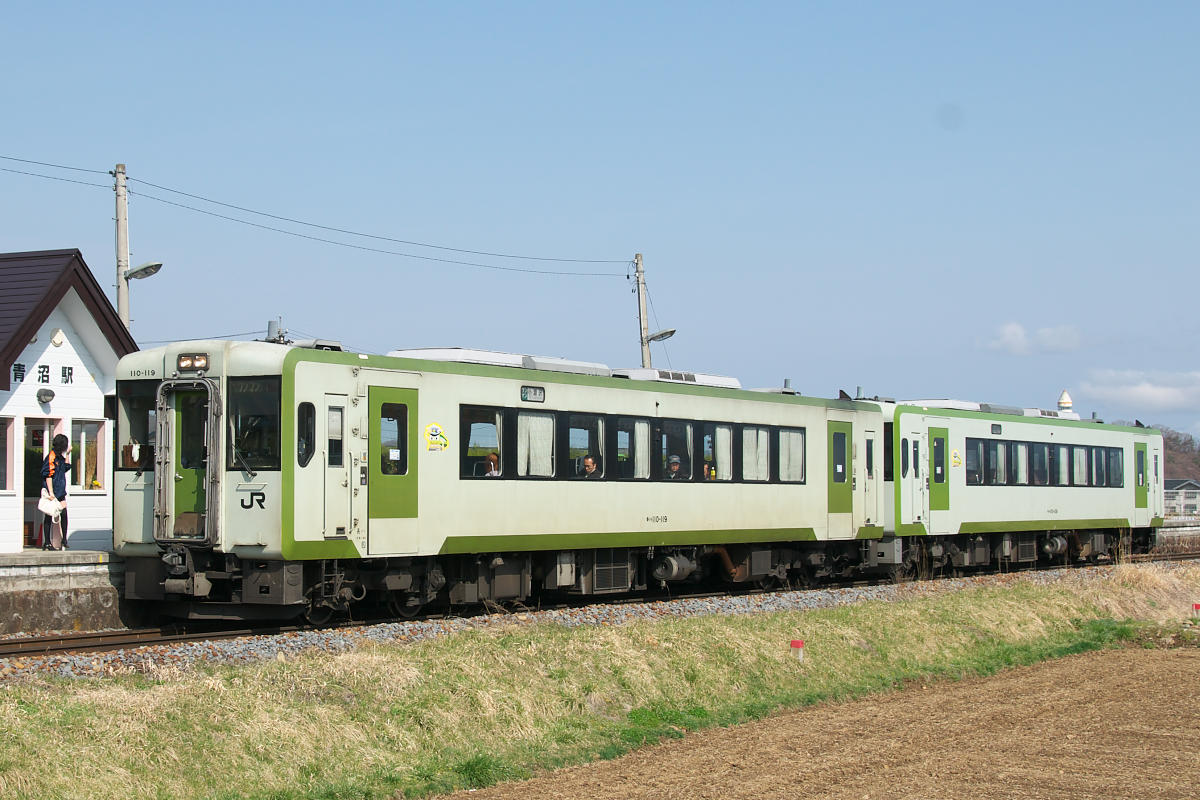
兩輛 KiHa 110-100 型車行駛於小海線，2008年4月。

- 共39輛，車身20公尺，製於1991至1992年，採用滑塞門。為單車編組。

| 批號 | 車號    | 交車                  | 製造廠   | 最初配屬於 |
| ---- | ------- | --------------------- | -------- | ---------- |
| 1    | 101–104 | 1991年2月             | 新潟鐵工 | 郡山       |
| 2    | 105–122 | 1991年7-8月           | 富士重工 | 小海       |
| 3    | 123–128 | 1991年 9月            | 新潟鐵工 | 新潟       |
| 4    | 129–139 | 1991年12月- 1992年1月 | 富士重工 | 常陸大子   |

專為行駛普通列車而設計。KiHa 110-101至104由新潟鐵工交車至郡山運輸區，KiHa 110-105至122由富士重工交車至小海運輸區，KiHa 110-123至128由新潟鐵工交車至新潟運輸區，KiHa 110-129至139由富士重工交車至常陸大子運輸區。
本型車與0系列幾乎相同，但管式裙邊改為普通鋼板製（後續系列沿用），也去除了盥洗室位置的外部假窗。所有的車輛採用康明斯DMF14HZA引擎，動力轉向架為DT58A，無動力轉向架為TR242 。
考慮到司機員單人操作和擁擠時乘客的動線，橫排座位單號側為單人座位，因此座椅配置為2+1座位；車廂兩端為縱向長排座椅，總座位數為52，含立位總載客量為119位。如果與後繼的 KiHa 111/112 型連掛時，由於KiHa 111/112型的後端貫通門改為更寬的兩片滑門，兩者之間需要安裝轉接門。

## KiHa 110-200
- 車身20–20.5公尺長，單車編組，製於1993至1999年，使用滑門取代早期型式的滑塞門（共45輛，包括13輛原 KiHa 110-300 型車）[4]

| 批次 | 車號    | 製造年／改造年 | 載客量（總數／座位數） | 備註                                           |
| ---- | ------- | -------------- | ---------------------- | ---------------------------------------------- |
| 1    | 201–210 | 1993年2月      | 118/53                 |                                                |
| 2    | 211–220 | 1993年9-10月   | 121/50                 | 車長於駕駛室端增加250 毫米，提升碰撞時緩衝保護 |
| 3    | 221–222 | 1996年2-3月    | 121/50                 |                                                |
| 4    | 223–224 | 1997年5-12月   | -                      | JR郡山工場改造，原 KiHa 110-301–302。          |
| 5    | 225–234 | 1997年5-12月   | -                      | JR長野工場改造，原 KiHa 110-303–314。          |
| 6    | 235–236 | 1997年5-12月   | 120/49                 | JR長野工場改造，原 KiHa 110-303–314。          |
| 7    | 237–239 | 1998年10-11月  | 120/48                 |                                                |
| 8    | 240–242 | 1999年10-11月  | -                      |                                                |
| 9    | 243–245 | 1999年11月     | -                      |                                                |

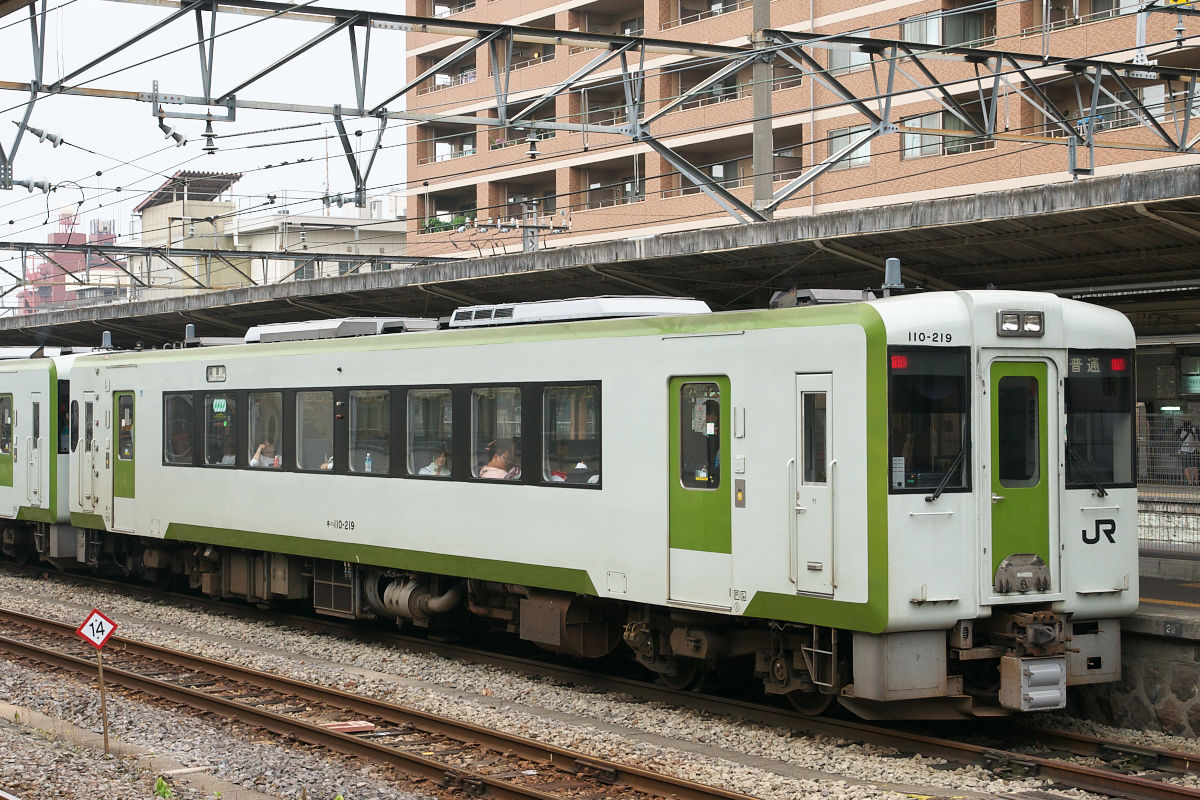
行駛於八高線的 KiHa 110-200型車 ，2009年6月。
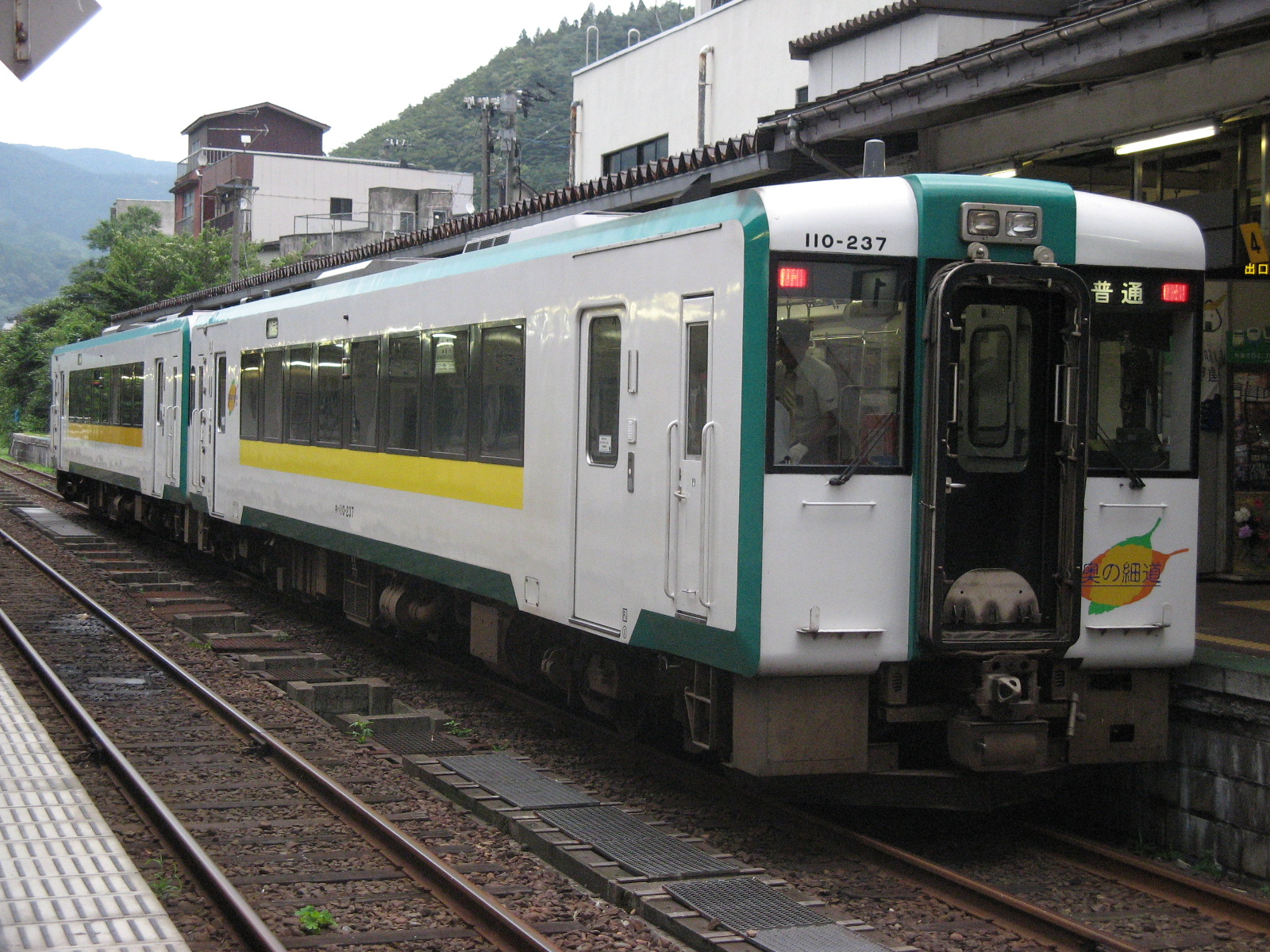
行駛於陸羽東線的 KiHa 110-200型車，2007年8月。
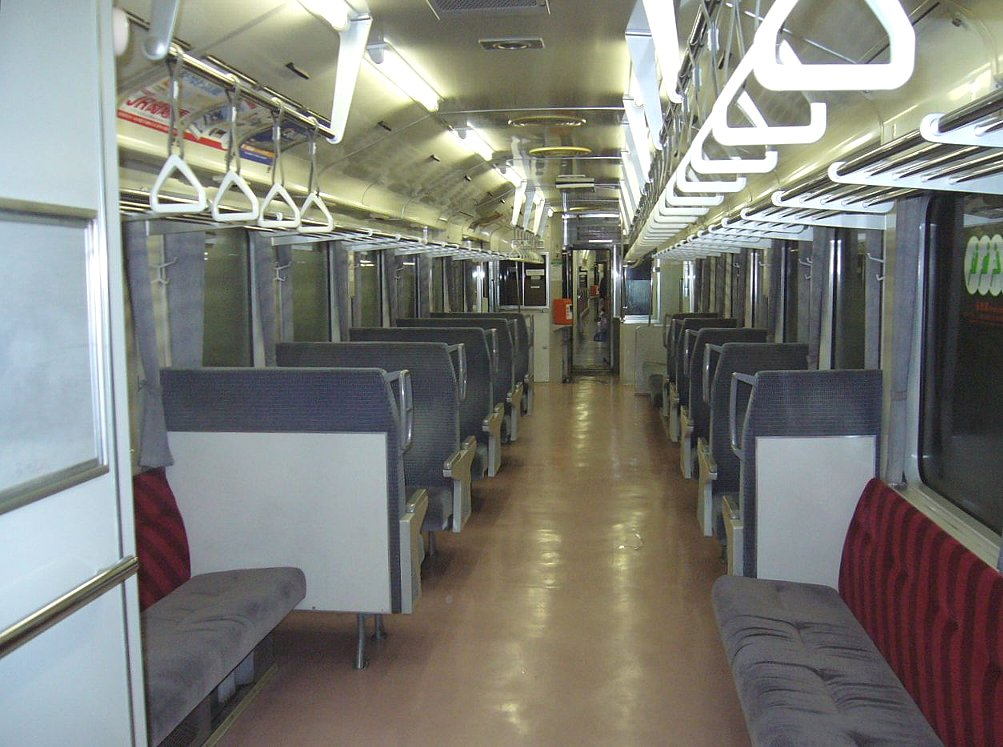
行駛於八高線的 KiHa 110-200 型車內部，2006年12月。
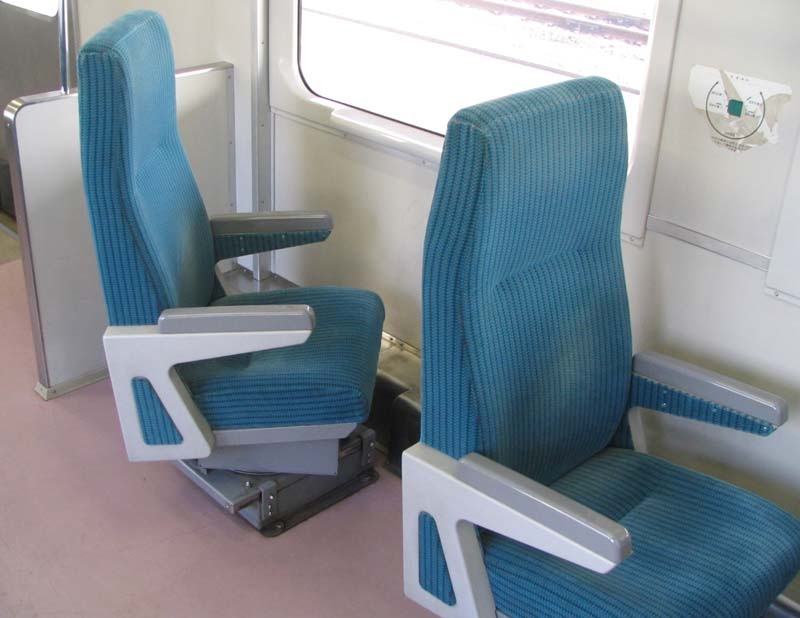
行駛於陸羽西線的 KiHa 110-200 型車內部，2007年2月。

## KiHa 110-300

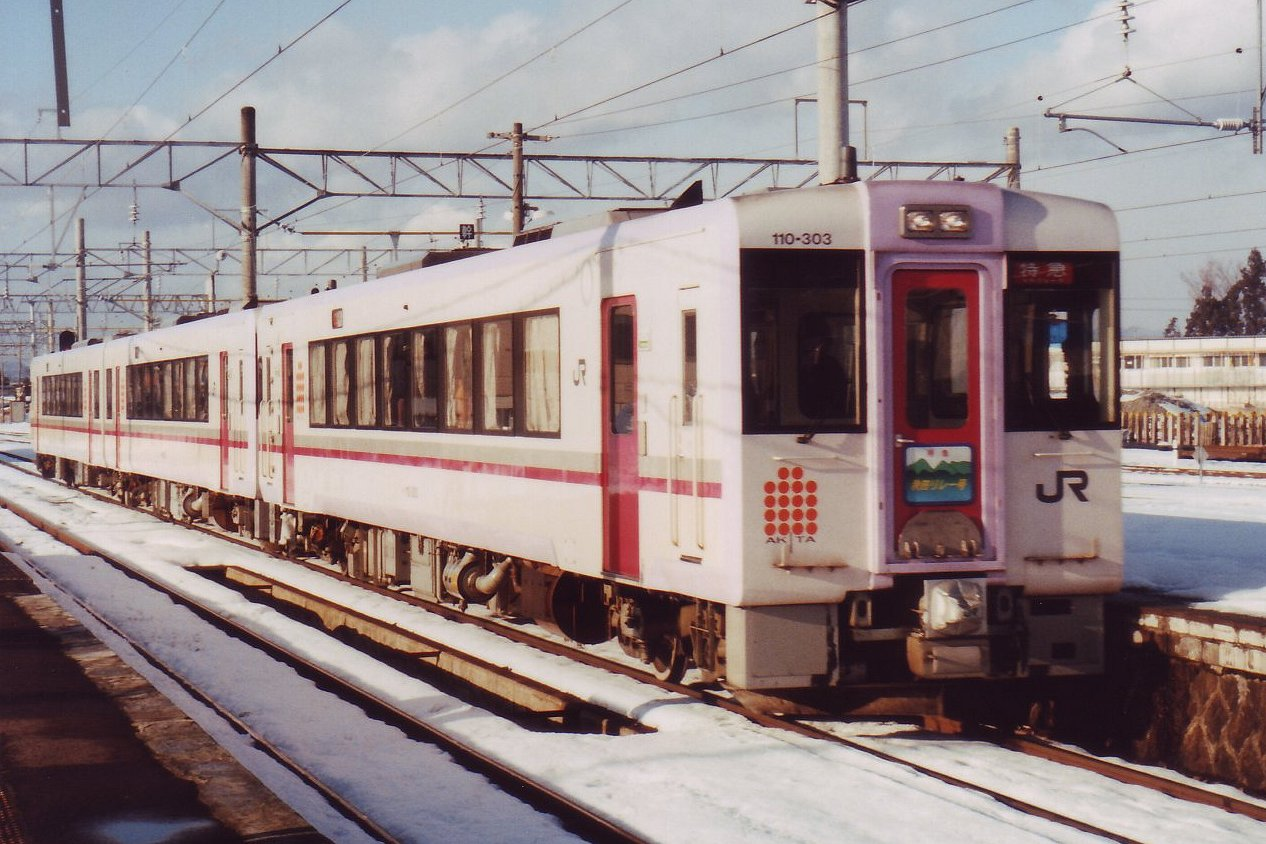
行駛秋田接駁特快的 KiHa 110-300 型車，1997年1月，秋田車站。

- 車身20.5公尺長，單車編組，製於1995年12月至1996年2月，共14輛。用於行駛秋田接駁特快（秋田リレー）。該列車停駛後，本型車在1997年5月至12月改造為 KiHa 110-200 。[3]

| 車號         | 交車日         | 製造廠     | 座位 | 車重（噸） | 最初配屬於 | 改造為       | 改造日              |
| ------------ | -------------- | ---------- | ---- | ---------- | ---------- | ------------ | ------------------- |
| KiHa 110-301 | 1995年12月18日 | 富士重工   | 49   | 31.9       | 南秋田     | KiHa 110-223 | 1997 年 11 月 17 日 |
| KiHa 110-302 | 1995年12月18日 | 富士重工   | 49   | 31.9       | 南秋田     | KiHa 110-224 | 1997 年 12 月 3 日  |
| KiHa 110-303 | 1995年12月18日 | 富士重工   | 49   | 31.9       | 南秋田     | KiHa 110-225 | 1997 年 5 月 31 日  |
| KiHa 110-304 | 1995年12月25日 | 富士重工   | 49   | 31.9       | 南秋田     | KiHa 110-226 | 1997 年 5 月 31 日  |
| KiHa 110-305 | 1995年12月25日 | 富士重工   | 49   | 31.9       | 南秋田     | KiHa 110-227 | 1997 年 5 月 31 日  |
| KiHa 110-306 | 1996年2月16日  | 富士重工   | 49   | 31.9       | 南秋田     | KiHa 110-228 | 1997年6月26日       |
| KiHa 110-307 | 1996年2月16日  | 富士重工   | 49   | 31.9       | 南秋田     | KiHa 110-229 | 1997 年 7 月 9 日   |
| KiHa 110-308 | 1996年2月16日  | 富士重工   | 49   | 31.9       | 南秋田     | KiHa 110-230 | 1997 年 7 月 9 日   |
| KiHa 110-309 | 1996年2月15日  | 新潟鐵工所 | 49   | 31.9       | 南秋田     | KiHa 110-231 | 1997 年 7 月 9 日   |
| KiHa 110-310 | 1996年2月15日  | 新潟鐵工所 | 49   | 31.9       | 南秋田     | KiHa 110-232 | 1997 年 8 月 1 日   |
| KiHa 110-311 | 1996年2月15日  | 新潟鐵工所 | 49   | 31.9       | 南秋田     | KiHa 110-233 | 1997 年 8 月 1 日   |
| KiHa 110-312 | 1996年2月16日  | 新潟鐵工所 | 49   | 31.9       | 南秋田     | KiHa 110-234 | 1997 年 10 月 8 日  |
| KiHa 110-313 | 1996年2月16日  | 新潟鐵工所 | 49   | 31.9       | 南秋田     | KiHa 110-235 | 1997 年 8 月 1 日   |
| KiHa 110-314 | 1996年2月16日  | 新潟鐵工所 | 49   | 31.9       | 南秋田     | KiHa 110-236 | 1997年8月30日       |

## KiHa 111-0 + KiHa 112-0
- 車長20公尺，雙車編組，製於1990年，使用滑塞門（共6輛）。

| 車號                    | 交車日        | 製造廠     | 座位     | 座位     | 車重（噸） | 車重（噸） | 最初配屬於 |
| 車號                    | 交車日        |            | KiHa 111 | KiHa 112 | KiHa 111   | KiHa 112   | 最初配屬於 |
| ----------------------- | ------------- | ---------- | -------- | -------- | ---------- | ---------- | ---------- |
| KiHa 111-1 + KiHa 112-1 | 1991年3月30日 | 新潟鐵工所 | 60       | 64       | 29.8       | 29.3       | 盛岡       |
| KiHa 111-2 + KiHa 112-1 | 1991年3月30日 | 新潟鐵工所 | 60       | 64       | 29.8       | 29.3       | 盛岡       |
| KiHa 111-3 + KiHa 112-1 | 1991年3月30日 | 新潟鐵工所 | 60       | 64       | 29.8       | 29.3       | 盛岡       |

由新潟鐵工製造了三組，每組兩輛車編組，於 1991 年 3 月交付給盛岡運輸區。大體上規格與量產的 KiHa 110-0 相同，使用滑塞門和管狀前端裙板。所有車輛均裝配新潟 DMF13HZA 柴油引擎，動力轉向架為輕量化無枕梁 DT58A型，無動力轉向架是 TR242 型。.

### 內裝
KiHa 111-0/112-0 型用於行駛「陸中號」快車，使用可傾斜椅背的旋轉座椅。 KiHa 111 型車有盥洗室。

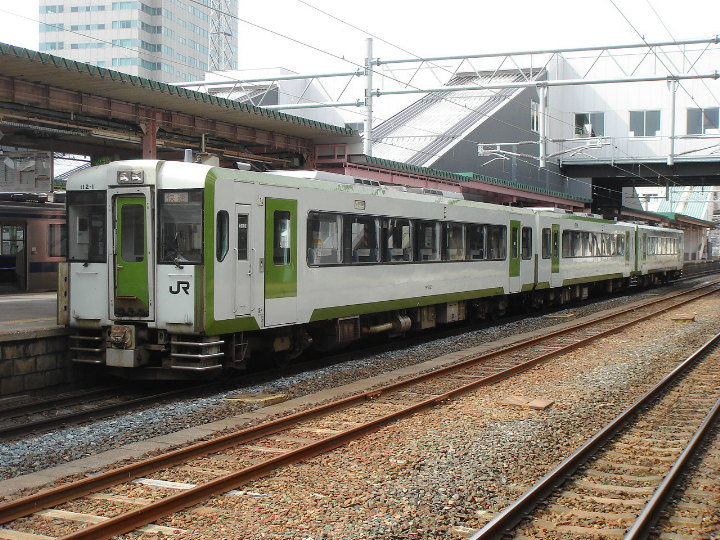
行駛「陸中號」快車的KiHa 111-0 + KiHa 112-0 ，2007年3月，盛岡車站。
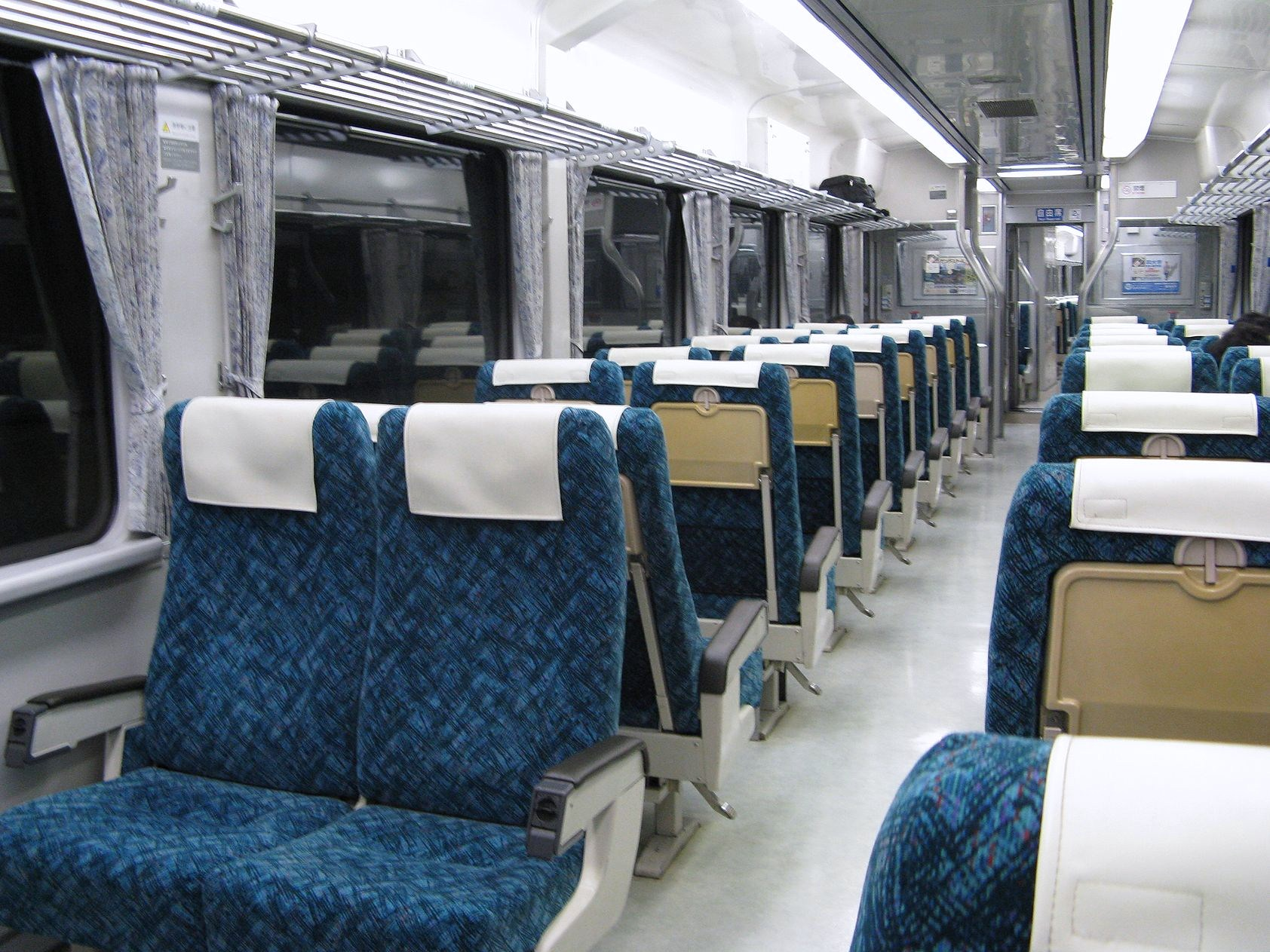
KiHa 111-1 的內部，2009年8月。

## KiHa 111-100 + KiHa 112-100

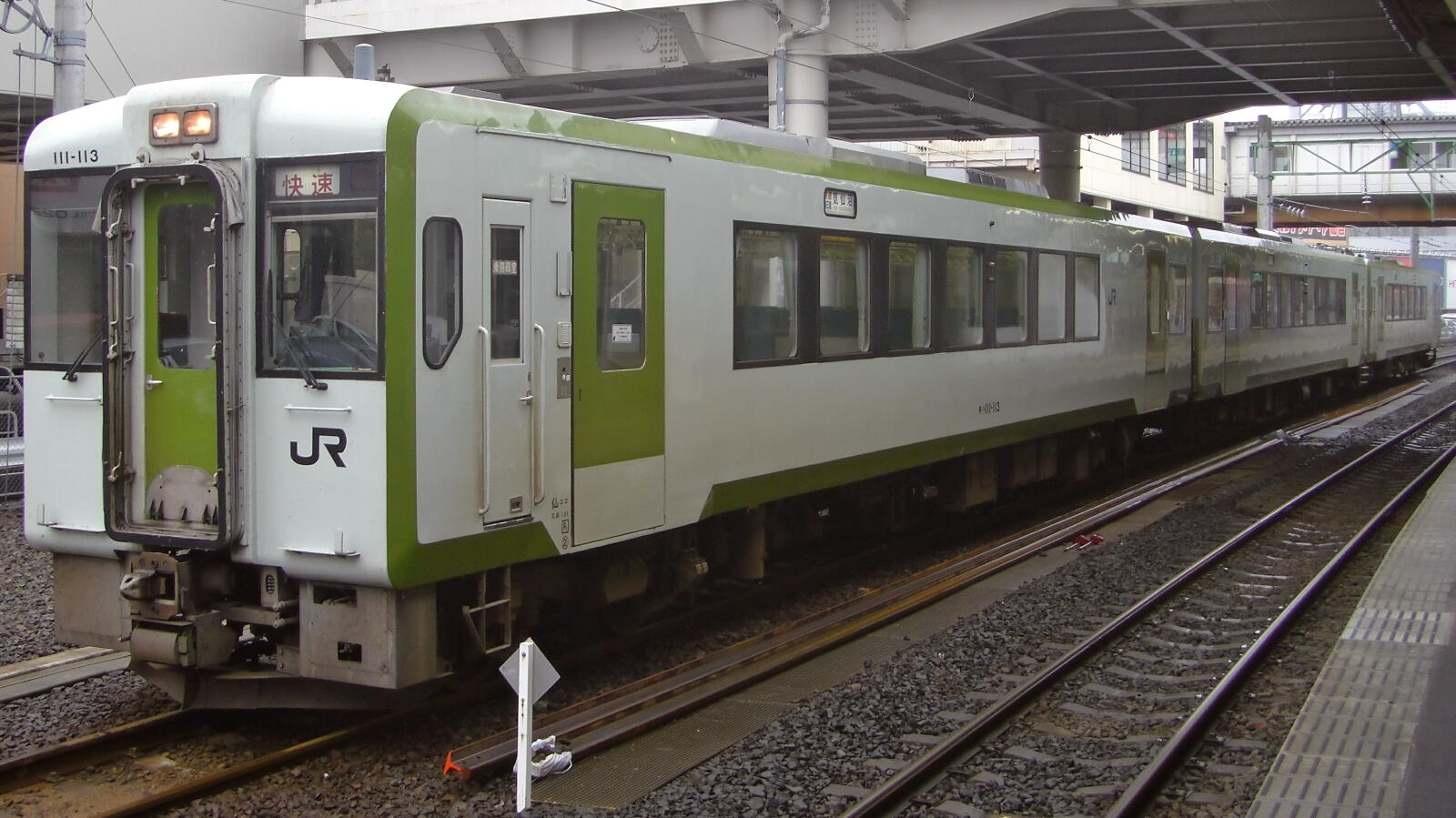
KiHa 111-100，仙台車站，2008年7月。

- 車長20公尺，雙車編組，製於1991年至1992年，使用滑塞門（共42輛）。

| 批次 | 車號    | 交車        | 製造廠   | 載客量 （總位數/座位數） | 載客量 （總位數/座位數） | 車重（噸） | 車重（噸） | 最初配屬於 |
| 批次 | 車號    | 交車        | 製造廠   | KiHa 111                 | KiHa 112                 | KiHa 111   | KiHa 112   | 最初配屬於 |
| ---- | ------- | ----------- | -------- | ------------------------ | ------------------------ | ---------- | ---------- | ---------- |
| 1    | 101–108 | 1991年2-3月 | 新潟鐵工 | 131/58                   | 136/62                   | 30.3       | 29.8       | 郡山       |
| 2    | 109–111 | 1991年12月  | 新潟鐵工 | 131/58                   | 136/62                   | 30.3       | 29.8       | 小海       |
| 3    | 112–121 | 1992年2月   | 富士重工 | 131/58                   | 136/62                   | 30.3       | 29.8       | 常陸大子   |

KiHa 111/112-101 至 108號是由新潟鐵工製造，1991年2月至3月交車至郡山運輸區 。KiHa 111/112-109 至 111也是新潟鐵工製造，1991年12月交車至小海運輸區 。 KiHa 111/112-112 至 121是富士重工製造，1992年2月交車至常陸大子運輸區 。
本型車與 KiHa 111/112-0 相同，使用滑塞門，但前端側裙改採板式而非早期型號的管狀。所有車輛皆使用固敏式 DMF14HZA 引擎、DT58A 動力轉向架、TR242 無動力轉向架。
引進KiHa E130 柴聯車行駛水郡線後，原配屬常陸大子運輸區的 KiHa 111/112-112 至 121 號車在2007年轉移到盛岡運輸區與小牛田運輸區。
本型車於車廂中段設置2+1配置的固定橫向座椅，兩端則設置縱向長條座椅。KiHa111型車有盥洗室。

## KiHa 111-150 + KiHa 112-150

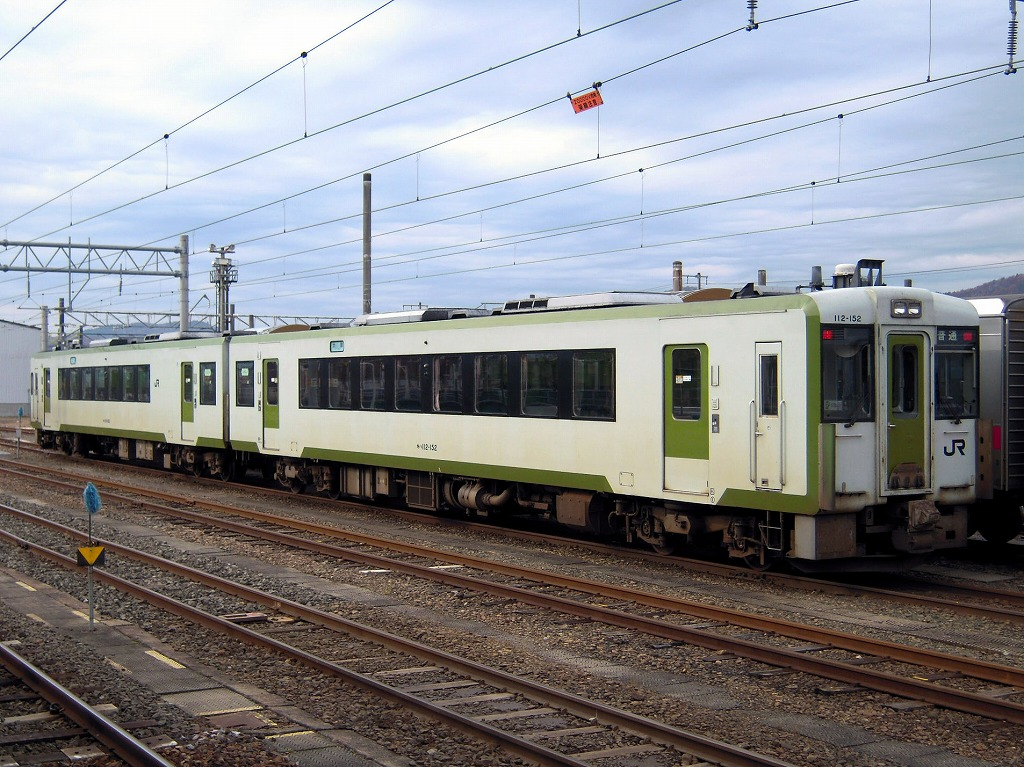
KiHa 111-152 + KiHa 112-152，大館車站，2010年11月。

- 車長20.5公尺，雙車編組，製於1993年，使用滑門（共4輛）。

| 車號                        | 交車          | 製造廠   | 載客量 （總位數/座位數） | 載客量 （總位數/座位數） | 車重（噸） | 車重（噸） | 最初配屬於 |
| 車號                        | 交車          | 製造廠   | KiHa 111                 | KiHa 112                 | KiHa 111   | KiHa 112   | 最初配屬於 |
| --------------------------- | ------------- | -------- | ------------------------ | ------------------------ | ---------- | ---------- | ---------- |
| KiHa 111-151 + KiHa 112-151 | 1994年9月27日 | 富士重工 | 135/55                   | 138/62                   | 31.7       | 31.2       | 水郡       |
| KiHa 111-152 + KiHa 112-152 | 1994年9月27日 |          | 135/55                   | 138/62                   | 31.7       | 31.2       | 水郡       |

KiHa 111/112-151 與 152兩組四輛車，由富士重工製造，於1994年9月交車至水郡運輸區。本型車與較早的（但編號較後的） KiHa 111/112-200型車輛基本相同，只是採用滑門。所有車輛皆使用固敏式 DMF14HZA 引擎、DT58A 動力轉向架、TR242 無動力轉向架。,
如同 KiHa 111/112-100 ，本型車於2007至2008年間，於引進KiHa E130 柴聯車行駛水郡線後，轉移到盛岡運輸區。

## KiHa 111-200 + KiHa 112-200

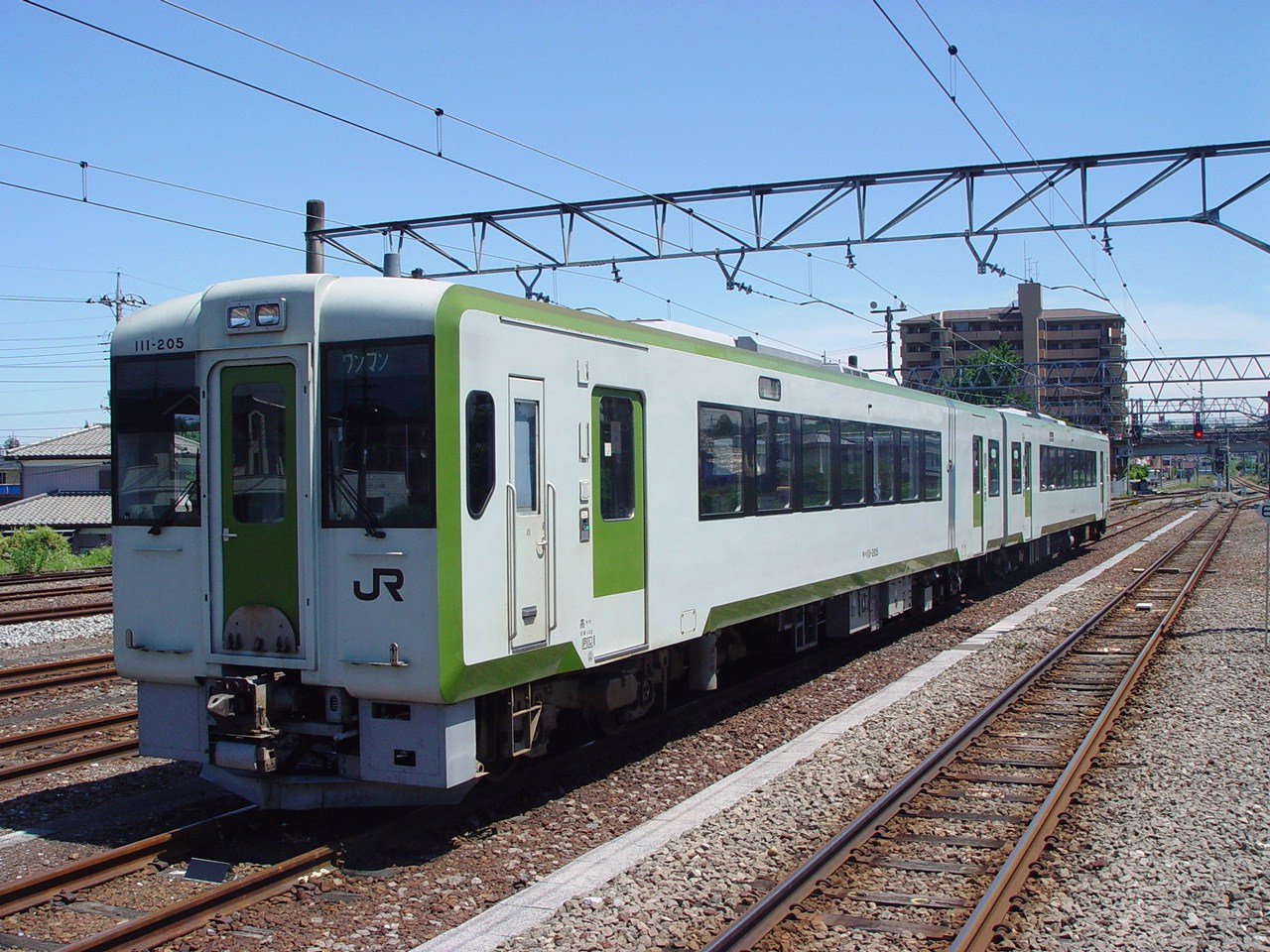
八高線上的兩車編組（ KiHa 111-205 + KiHa 112-205），2004年6月。

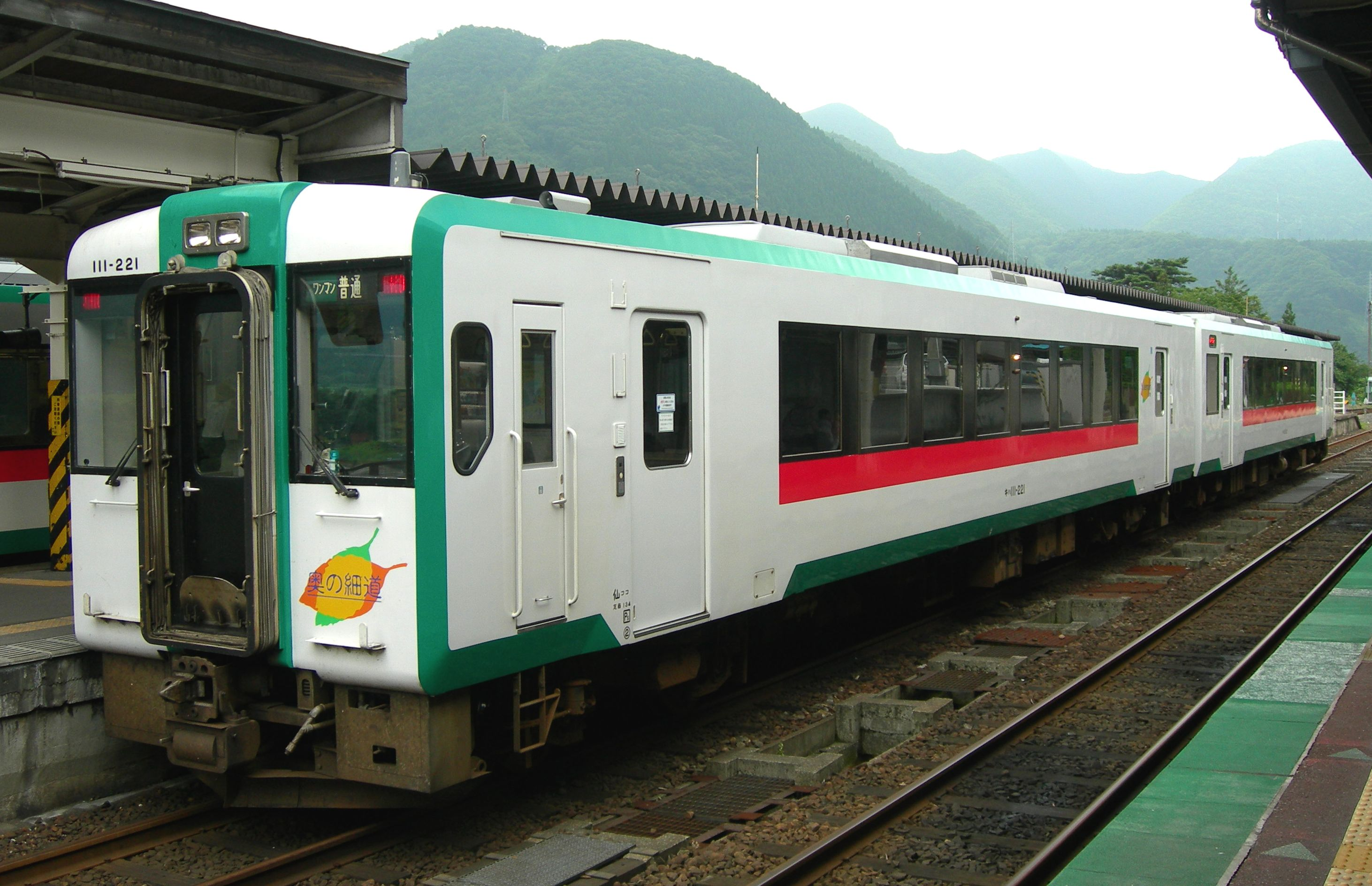
行駛於陸羽東線的兩車編組（ 包含KiHa 111-221），2009年7月。

- 車長20.5公尺，設有盥洗室的雙車編組，製於1993年至1995年，使用滑門（共42輛，含三輛原為KiHa 111-300的改造車）。

| 批次 | 車號    | 製造／改造年                 | 製造廠               | 載客量 （總數／座位數） | 載客量 （總數／座位數） | 車重（噸） | 車重（噸） | 最初配屬於 |
| 批次 | 車號    | 製造／改造年                 | 製造廠               | KiHa 111                | KiHa 112                | KiHa 111   | KiHa 112   | 最初配屬於 |
| ---- | ------- | ---------------------------- | -------------------- | ----------------------- | ----------------------- | ---------- | ---------- | ---------- |
| 1    | 201–203 | 1993 年 10 月                | 富士重工             | 135/56                  | 138/62                  | 31.7       | 31.2       | 新津       |
| 2    | 204–209 | 1995 年 12 月 - 1996 年 3 月 | 富士重工／新潟鐵工所 | 135/56                  | 138/62                  | 31.7       | 31.2       | 高崎       |
| 3    | 210–212 | 1995 年 6 月至 9 月          | 長野工場             | 131/56                  | 139/62                  | 31.9       | 31.4       | 長野       |
| 4    | 213–217 | 1998 年 10 月至 11 月        | 富士重工／新潟鐵工所 | 134/56                  | 139/62                  | 31.7       | 31.2       | 小牛田     |
| 5    | 218–221 | 1999 年 10 月至 11 月        | 富士重工／新潟鐵工所 | 134/56                  | 139/62                  | 31.7       | 31.2       | 小牛田     |

與 KiHa 110-200 系一樣，本型車包括新造車與由 KiHa 111/112-300 改造的車輛。KiHa 111/112-210 到 213 號是在 JR 東日本的長野工場，將原用於行駛秋田接駁特快的 KiHa 111/112-301 - 303改造而來。與 KiHa 110-200 系一樣，本型車採用滑門和板式前端裙板，車身長為 20.5 m。所有車輛皆使用康明斯DMF14HZA柴油引擎，動力轉向架為DT58A，無動力轉向架為TR242。
本型車於車廂中段設置採2+1配置的固定橫向座椅，兩端設置縱向長條座椅。KiHa 111 型車有盥洗室。

## KiHa 111-300 + KiHa 112-300
- 車長20.5公尺的雙車編組，1996年交車，用於行駛秋田接駁特快，後來在1997年9月改造為 KiHa 111/112-200 型（共6輛）。[6]

| 車號                        | 交車日             | 製造廠     | 最初配屬於 | 改造後車號                  | 改造日             |
| --------------------------- | ------------------ | ---------- | ---------- | --------------------------- | ------------------ |
| KiHa 111-301 + KiHa 112-301 | 1996 年 2 月 16 日 | 富士重工   | 南秋田     | KiHa 111-210 + KiHa 112-210 | 1997年6月26日      |
| KiHa 111-302 + KiHa 112-302 | 1996 年 1 月 17 日 | 新潟鐵工所 | 南秋田     | KiHa 111-211 + KiHa 112-211 | 1997年8月30日      |
| KiHa 111-303 + KiHa 112-303 | 1996 年 1 月 17 日 | 新潟鐵工所 | 南秋田     | KiHa 111-212 + KiHa 112-212 | 1997 年 9 月 26 日 |

由於用行駛特快車，這些車採用2+2並排的單向座椅，座椅間距為950毫米（37英寸）。 KiHa 111-300 設置有無障礙廁所，座位數為52；KiHa 112-300 座位數為 56 人。

## KiHa 110-700 「東北EMOTION」號

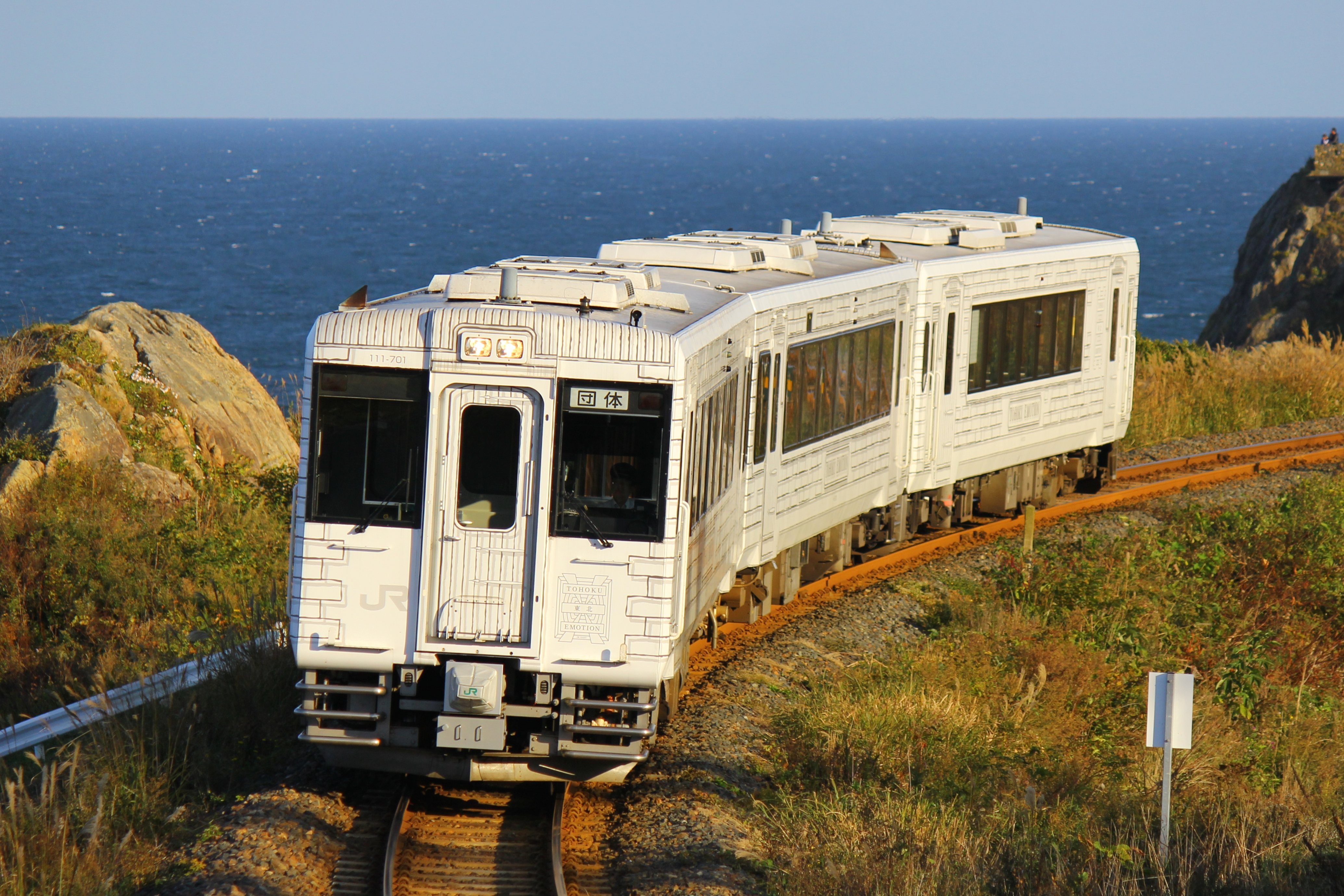
KiHa 110-700 「東北EMOTION號」，2014年10月。

2013年，由東日本旅客鐵道郡山工場改造的車組，用於行駛愉快列車「東北エモーション」（東北EMOTION），基地為盛岡車輛基地。 改造情形如下表。
| 改造後車號     | 原車號       | 內部特色                                                               | 座位數 | 改造日        |
| -------------- | ------------ | ---------------------------------------------------------------------- | ------ | ------------- |
| キハ 110-701   | キハ 110-105 | 包廂個室，共7間包廂，每間有4個皮製座位，配有桌子。收費金額視人數而定。 | 28     | 2013年9月26日 |
| キハ111-701    | キハ 111-2   | 實況廚房車。廚房與走道以玻璃，乘客可以欣賞現場烹飪。無座位。           | 0      | 2013年9月26日 |
| キクシ 110-701 | キハ 112-2   | 餐車。面海側有3張2人方桌。面山側有7張2人三角桌，可併桌成 4 人桌。      | 20     | 2013年9月26日 |

內裝以津輕地區的傳統工藝品、特產和特產為主題。廁所也由日式廁所改造成大型無障礙廁所，可供輪椅使用。各車內裝特點如下：
KiHa（キハ）110-701：壁布以「刺子織」（福島）為主題。
KiHa （キハ） 111-701：廚房背面以「小巾刺繡」（青森）、櫃台壁面以「南部鐵器」（岩手）及「南部姬毯球」（青森）為主題。
KiKuShi（キクシ）110-701：地板以「小巾刺繡」（青森）、照明以「琥珀」（岩手）、日常用具的潤飾材以「雄勝硯」（宮城）為主題。

## 外部連結
- 新潟運輸系統－Kiha100系柴油車產品介紹（日語）